# Slovenský Pohár 2020-2021
La Coppa di Slovacchia 2020-2021, conosciuta anche come Slovnaft Cup per ragioni di sponsorizzazione, è stata la ventottesima edizione del torneo, iniziata il 25 luglio 2020 e terminata il 19 maggio 2021. Lo Slovan Bratislava ha vinto la competizione per la decima volta nella sua storia.

## Formula del torneo
| Turno            | Squadre rimanenti | Squadre partecipanti | Vincitori del turno precedente | Squadre entrate | Campionati entranti                                                | Date                         |
| ---------------- | ----------------- | -------------------- | ------------------------------ | --------------- | ------------------------------------------------------------------ | ---------------------------- |
| Primo Turno      | 229               | 202                  | 0                              | 202             | Vincitori Coppe Regionali (2) Campionati Regionali 4. Liga 3. Liga | 26 Luglio 2020 2 Agosto 2020 |
| Secondo Turno    | 128               | 128                  | 101                            | 27              | 2. Liga Fortuna Liga                                               | 19 Agosto 2020               |
| Terzo Turno      | 64                | 64                   | 64                             | 0               |                                                                    | 16 Settembre 2020            |
| Quarto Turno     | 32                | 32                   | 32                             | 0               |                                                                    | 23 Marzo 2021                |
| Quinto Turno     | 16                | 16                   | 16                             | 0               |                                                                    | 7 Aprile 2021                |
| Quarti di Finale | 8                 | 8                    | 8                              | 0               |                                                                    | 14 Aprile 2021               |
| Semifinali       | 4                 | 4                    | 4                              | 0               |                                                                    | 28 Aprile 5 Maggio 2021      |
| Finale           | 2                 | 2                    | 2                              | 0               |                                                                    | 19 Maggio 2021               |

## Primo turno
| Squadra 1                       | Risultato        | Squadra 2                    |
| ------------------------------- | ---------------- | ---------------------------- |
| 25 luglio 2020                  |                  |                              |
| Attack Vrútky                   | 1 - 7            | Fomat Martin                 |
| Banská Štiavnica                | 2 - 2 (3-4 dtr)  | Pliesovce                    |
| Bešeňová                        | 4 - 2            | Rakytovce                    |
| Tatran Chlebnice                | 0 - 3            | Oravské Veselé               |
| Busov Gaboltov                  | 2 - 4            | Gerlachov                    |
| Gelnica                         | 0 - 0 (3-1 dtr)  | Spartak Medzev               |
| Hrochoť                         | 3 - 2            | Hrinova                      |
| Málinec                         | 0 - 0 (6-5 dtr)  | Baník Kalinovo               |
| Likavka                         | 1 - 5            | D. Kubin                     |
| Lokomotíva Košice               | 3 - 0            | Krásnohorské Podhradie       |
| Magura Vavrecka                 | 1 - 1 (9-10 dtr) | Tvrdošín                     |
| Strojár Krupina                 | 1 - 4            | Podkonice                    |
| Slovan Modra                    | 0 - 0 (5-4 dtr)  | Báhoň                        |
| Nižná                           | 1 - 1 (3-1 dtr)  | Družstevník Dlhá nad Oravou  |
| Olováry                         | 1 - 0            | Novohrad Lučenec             |
| Poltár                          | 2 - 3            | Lokomotíva Zvolen            |
| Belá Dulice                     | 5 - 1            | Oravská Poruba               |
| Selce                           | 0 - 2            | Detva                        |
| Pokrok Stará Bystrica           | 0 - 3            | Oravan                       |
| Sokol Jakub                     | 4 - 2            | Sokol Medzibrod              |
| Velky Krtis                     | 2 - 1            | Fiľakovo                     |
| Brezno                          | 3 - 0            | Tisovec                      |
| 26 luglio 2020                  |                  |                              |
| Start Hrabusice                 | 0 - 5            | Rudňany                      |
| Budkovce                        | 1 - 2            | Pavlovce nad Uhom            |
| Buzitka                         | 1 - 3            | Príbelce                     |
| Dvorníky-Včeláre                | 1 - 4            | Lipany                       |
| Dynamo Diviaky                  | 1 - 3            | Kováčová                     |
| Levoča                          | 0 - 0 (1-4 dtr)  | Pokrok Krompachy             |
| Jesenské                        | 0 - 4            | Rimavská Sobota              |
| MFK Bytča                       | 1 - 1 (4-5 dtr)  | Slávia Staškov               |
| Harichovce                      | 0 - 3            | Spišské Podhradie            |
| Hencovce                        | 1 - 6            | Vranov nad Topľou            |
| Hontianske Nemce                | 0 - 0 (2-4 dtr)  | Ďarmoty                      |
| Kezmarok                        | 9 - 2            | Spisske Vlachy               |
| Košická Nová Ves                | 2 - 1            | Kechnec                      |
| Kotesova                        | 1 - 2            | Gbeľany                      |
| Kr. Chlmec                      | 0 - 3            | Mladosť Kalša                |
| Spartak Medzilaborce            | 0 - 2            | Tesla Stropkov               |
| Fintice                         | 2 - 4            | Tatran Prešov                |
| Slovan Poproč                   | 0 - 3            | Čaňa                         |
| Predmier                        | 1 - 2            | Tatran Krásno nad Kysucou    |
| Rozvoj Pušovce                  | 0 - 4            | Sokol Ľubotice               |
| Radzovce                        | 0 - 3            | Hajnáčka                     |
| Sacurov                         | 0 - 4            | Veľké Revištia               |
| Sečovská Polianka               | 1 - 3            | Strazske                     |
| Široké                          | 1 - 3            | Slovan Sabinov               |
| Spartak Vysoka                  | 1 - 1 (5-6 dtr)  | Jednota Bánová               |
| Spisska Stara Ves               | 1 - 3            | Slavoj Spišská Belá          |
| Strečno                         | 0 - 3            | Svosov                       |
| Tahanovce                       | 1 - 4            | Slávia TU Košice             |
| Tatran Lubica                   | 3 - 3 (3-4 dtr)  | Veľká Lomnica                |
| Slovan Skalité                  | 0 - 2            | Kysucké Nové Mesto           |
| Višňové                         | 1 - 1 (4-2 dtr)  | Stráňavy                     |
| Vikartovce                      | 4 - 6            | Svit                         |
| Jasenov                         | 5 - 0            | Nižný Hrušov                 |
| 1º agosto 2020                  |                  |                              |
| Danubia Hrubý Šúr               | 0 - 4            | Slovan Most pri Bratislave   |
| Baník Handlová                  | 0 - 0 (4-3 dtr)  | Banik Prievidza              |
| Družstevník Jacovce             | 3 - 1            | Spartak Bánovce nad Bebravou |
| Kmeťovo                         | 2 - 3            | Velke Lovce                  |
| NMŠK 1922 Bratislava            | 1 - 0            | Domino Bratislava            |
| Slovan Viničné                  | 2 - 5            | Rača                         |
| Voderady                        | 0 - 11           | Šoporňa                      |
| 2 agosto 2020                   |                  |                              |
| Jednota Sokol Chocholná-Velčice | 1 - 1 (6-5 dtr)  | Častkovce                    |
| Lehota                          | 5 - 1            | Kanianka                     |
| Lokomotíva Bánov                | 0 - 3            | Hurbanovo                    |
| Besenov                         | 1 - 1 (5-3 dtr)  | Družstevník V.L.             |
| Nafta Gbely                     | 3 - 0            | Iskra Holíč                  |
| Horna Krupa                     | 3 - 0            | Trebatice                    |
| Vápeč Horná Poruba              | 0 - 3            | Spartak Kvašov               |
| Horne Oresany                   | 3 - 6            | Blava 1928                   |
| Druzstevnik Ivanka              | 0 - 7            | Veľký Lapáš                  |
| Klasov                          | 2 - 3            | Nevidzany                    |
| Kolárovo                        | 3 - 1            | Nové Zámky                   |
| Komjatice                       | 1 - 5            | Šurany                       |
| Kostolné Kračany                | 3 - 0            | Thermál Veľký Meder          |
| Láb                             | 1 - 1 (3-5 dtr)  | Malacky                      |
| Karpaty Limbach                 | 0 - 2            | Kalinkovo                    |
| Lipová                          | 0 - 4            | Imel                         |
| Družstevník Malá Mača           | 1 - 1 (4-5 dtr)  | Spartak Myjava               |
| Mariánka                        | 1 - 1 (2-4 dtr)  | Závod                        |
| Melčice-Lieskové                | 2 - 0            | Trenčianske Stankovce        |
| Mokrý Háj                       | 2 - 2 (2-4 dtr)  | Druzstevnik Radimov          |
| Pata                            | 4 - 2            | Slovan Hlohovec              |
| Plevník-Drienové                | 1 - 2            | Považská Bystrica            |
| Považan Pruské                  | 2 - 0            | Partizán Prečín              |
| Družstevník Rybky               | 0 - 6            | Malženice                    |
| Veľké Zálužie                   | 4 - 1            | Kovarce                      |
| Slovenský Grob                  | 0 - 8            | Rovinka                      |
| Slovan Brvniste                 | 1 - 6            | KOVO Beluša                  |
| Solčany                         | 0 - 2            | Tovarníky                    |
| Svätý Jur                       | 2 - 2 (1-4 dtr)  | Pezinok                      |
| Trstice                         | 1 - 2            | Slovan Galanta               |
| Veľké Ripňany                   | 0 - 1            | Piešťany                     |
| Vrakuňa                         | 1 - 2            | Rusovce                      |
| Vrbove                          | 0 - 0 (3-4 dtr)  | Nové Mesto nad Váhom         |
| Vysoká pri Morave               | 0 - 2            | Rohožník                     |
| Slovan Záhorská Bystrica        | 0 - 4            | Devinska Nová Ves            |
| Slovan Zemianske Kostolany      | 1 - 3            | Dolné Vestenice              |
| Družstevník Zvončín             | 1 - 1 (5-4 dtr)  | Boleraz                      |
| 5 agosto 2020                   |                  |                              |
| Čierne                          | 0 - 3            | Javorník Makov               |
| Šašová                          | 1 - 1 (4-3 dtr)  | Šalková                      |

## Secondo turno
| Squadra 1                       | Risultato       | Squadra 2                  |
| ------------------------------- | --------------- | -------------------------- |
| 12 agosto 2020                  |                 |                            |
| Oravan                          | 0 - 6           | Belá Dulice                |
| 18 agosto 2020                  |                 |                            |
| Blava 1928                      | 0 - 2           | Slovan Galanta             |
| D. Kubin                        | 2 - 4           | Púchov                     |
| Pliesovce                       | 0 - 11          | Banská Bystrica            |
| Tovarníky                       | 0 - 5           | Podbrezová                 |
| 19 agosto 2020                  |                 |                            |
| Jednota Sokol Chocholná-Velčice | 0 - 1           | Šamorín                    |
| Devinska Nová Ves               | 0 - 4           | Malacky                    |
| Druzstevnik Radimov             | 3 - 0           | Nafta Gbely                |
| Gelnica                         | 0 - 2           | Slavoj Trebišov            |
| Gerlachov                       | 3 - 0           | Sokol Ľubotice             |
| Baník Handlová                  | 1 - 4           | Lehota                     |
| Družstevník Jacovce             | 3 - 1           | Dolné Vestenice            |
| Málinec                         | 4 - 1           | Hrochoť                    |
| Kezmarok                        | 3 - 1           | Rudňany                    |
| Košická Nová Ves                | 0 - 4           | Slávia TU Košice           |
| Kostolné Kračany                | 0 - 4           | Skalica                    |
| Pokrok Krompachy                | 1 - 2           | Spišské Podhradie          |
| Lokomotíva Košice               | 2 - 0           | Čaňa                       |
| Melčice-Lieskové                | 2 - 1           | Nové Mesto nad Váhom       |
| Fomat Martin                    | 4 - 4 (5-6 dtr) | Poprad                     |
| Nevidzany                       | 2 - 0           | Kolárovo                   |
| Nižná                           | 2 - 3           | Bešeňová                   |
| NMŠK 1922 Bratislava            | 0 - 4           | Rača                       |
| Olováry                         | 0 - 6           | FC Košice                  |
| Pezinok                         | 2 - 3           | Rovinka                    |
| Považan Pruské                  | 0 - 3           | Spartak Kvašov             |
| Považská Bystrica               | 1 - 3           | Petržalka                  |
| Rusovce                         | 1 - 5           | Komárno                    |
| Slovan Sabinov                  | 0 - 3           | Tatran Prešov              |
| Šurany                          | 2 - 0           | Imel                       |
| Veľké Zálužie                   | 1 - 1 (6-7 dtr) | Hurbanovo                  |
| Závod                           | 0 - 3           | Rohožník                   |
| Veľké Revištia                  | 0 - 4           | Vranov nad Topľou          |
| Strazske                        | 1 - 3           | Pavlovce nad Uhom          |
| Svit                            | 0 - 3           | Partizán Bardejov          |
| Svosov                          | 2 - 2 (2-4 dtr) | Slávia Staškov             |
| Sokol Jakub                     | 7 - 1           | Detva                      |
| Višňové                         | 1 - 5           | Liptovský Mikuláš          |
| Veľká Lomnica                   | 0 - 4           | Slavoj Spišská Belá        |
| Velke Lovce                     | 2 - 1           | Besenov                    |
| Veľký Lapáš                     | 1 - 3           | Dubnica                    |
| Družstevník Zvončín             | 2 - 1           | Horna Krupa                |
| Šoporňa                         | 3 - 3 (1-3 dtr) | Pata                       |
| 20 agosto 2020                  |                 |                            |
| Jasenov                         | 1 - 2           | Tesla Stropkov             |
| Tvrdošín                        | 0 - 0 (3-5 dtr) | Oravské Veselé             |
| 26 agosto 2020                  |                 |                            |
| Brezno                          | 0 - 2           | Ďarmoty                    |
| Slovan Modra                    | 1 - 0           | Slovan Most pri Bratislave |
| Šašová                          | 0 - 0 (3-1 dtr) | Kováčová                   |
| Javorník Makov                  | 1 - 1 (7-6 dtr) | Jednota Bánová             |
| Velky Krtis                     | 1 - 4           | Príbelce                   |
| 1º settembre 2020               |                 |                            |
| Kalinkovo                       | 0 - 7           | Senica                     |
| Hajnáčka                        | 2 - 2 (7-8 dtr) | Rimavská Sobota            |
| 2 settembre 2020                |                 |                            |
| Kysucké Nové Mesto              | 1 - 1 (6-5 dtr) | Tatran Krásno nad Kysucou  |
| Podkonice                       | 1 - 4           | ViOn Z.M.                  |
| Malženice                       | 0 - 3           | Spartak Trnava             |
| 3 settembre 2020                |                 |                            |
| Gbeľany                         | 0 - 8           | Sereď                      |
| KOVO Beluša                     | 0 - 2           | Slovan Bratislava          |
| 8 settembre 2020                |                 |                            |
| Dunajská Lužná                  | 0 - 4           | Pohronie                   |
| 15 settembre 2020               |                 |                            |
| Lipany                          | 0 - 4           | Ružomberok                 |
| Mladosť Kalša                   | 1 - 2           | Zemplín Michalovce         |
| 16 settembre 2020               |                 |                            |
| Námestovo                       | 0 - 7           | Žilina                     |
| Lokomotíva Zvolen               | 0 - 5           | Nitra                      |
| Spartak Myjava                  | 0 - 2           | AS Trenčín                 |
| 30 settembre 2020               |                 |                            |
| Piešťany                        | 0 - 7           | DAC Dunajská Streda        |

## Terzo turno
| Squadra 1           | Risultato       | Squadra 2           |
| ------------------- | --------------- | ------------------- |
| 15 settembre 2020   |                 |                     |
| Šurany              | 1 - 4           | Šamorín             |
| Hurbanovo           | 0 - 2           | Skalica             |
| Nevidzany           | 0 - 6           | Dubnica             |
| Rovinka             | 3 - 2           | Senica              |
| Belá Dulice         | 1 - 0           | Poprad              |
| Slávia Staškov      | 3 - 4           | Liptovský Mikuláš   |
| Ďarmoty             | 0 - 6           | Banská Bystrica     |
| Sokol Jakub         | 1 - 8           | ViOn Z.M.           |
| 16 settembre 2020   |                 |                     |
| Bešeňová            | 2 - 1           | Púchov              |
| Družstevník Jacovce | 0 - 4           | Podbrezová          |
| Kezmarok            | 1 - 1 (7-6 dtr) | Partizán Bardejov   |
| Lokomotíva Košice   | 1 - 2           | Slávia TU Košice    |
| Melčice-Lieskové    | 0 - 3           | Slovan Galanta      |
| Slovan Modra        | 1 - 6           | Komárno             |
| Slavoj Spišská Belá | 2 - 0           | Gerlachov           |
| Pavlovce nad Uhom   | 0 - 6           | Tesla Stropkov      |
| Rimavská Sobota     | 0 - 7           | FC Košice           |
| Rača                | 0 - 6           | Pohronie            |
| Rohožník            | 6 - 1           | Malacky             |
| Javorník Makov      | 1 - 2           | Sereď               |
| Spišské Podhradie   | 2 - 1           | Slavoj Trebišov     |
| Družstevník Zvončín | 1 - 10          | Spartak Trnava      |
| 17 settembre 2020   |                 |                     |
| Šašová              | 0 - 0 (3-1 dtr) | Málinec             |
| 23 settembre 2020   |                 |                     |
| Velke Lovce         | 1 - 3           | Lehota              |
| 29 settembre 2020   |                 |                     |
| Tatran Prešov       | 1 - 4           | Ružomberok          |
| Príbelce            | 2 - 1           | Nitra               |
| Vranov nad Topľou   | 1 - 3           | Zemplín Michalovce  |
| 30 settembre 2020   |                 |                     |
| Kysucké Nové Mesto  | 4 - 5           | Petržalka           |
| Druzstevnik Radimov | 1 - 2           | AS Trenčín          |
| Oravské Veselé      | 1 - 1 (3-4 dtr) | Žilina              |
| 7 ottobre 2020      |                 |                     |
| Spartak Kvašov      | 0 - 6           | Slovan Bratislava   |
| Annullata           |                 |                     |
| Pata                |                 | DAC Dunajská Streda |

## Quarto turno
Il 10 marzo 2021, la SFZ ha deciso che la competizione sarebbe stata giocata solo dalle squadre appartenenti alla Superliga e alla 2. Liga, perché ai club delle serie inferiori non è stato consentito allenarsi a causa della pandemia di COVID-19. Sono rimaste in gara 19 squadre: 13 entrano al quinto turno, mentre le rimanenti 6 squadre, peggior classificate nell'edizione precedente, giocano una partita aggiuntiva.
| Squadra 1           | Risultato | Squadra 2                  |
| ------------------- | --------- | -------------------------- |
| Cancellate          |           |                            |
| Dubnica             |           | Ružomberok                 |
| FC Košice           |           | Pohronie                   |
| Bešeňová            |           | Komárno                    |
| Slovan Galanta      |           | Slávia TU Košice           |
| Kezmarok            |           | ViOn Z.M.                  |
| Liptovský Mikuláš   |           | Spartak Trnava             |
| Lehota              |           | Rohožník                   |
| Slavoj Spišská Belá |           | Tesla Stropkov             |
| Rovinka             |           | Zemplín Michalovce         |
| Belá Dulice         |           | Žilina                     |
| Spišské Podhradie   |           | AS Trenčín                 |
| Príbelce            |           | Slovan Bratislava          |
| Banská Bystrica     |           | Skalica                    |
| Šamorín             |           | Podbrezová                 |
| Šašová              |           | Sereď                      |
| Petržalka           |           | Pata o DAC Dunajská Streda |

### Partite aggiuntive
| Squadra 1          | Risultato       | Squadra 2  |
| ------------------ | --------------- | ---------- |
| 23 marzo 2021      |                 |            |
| Šamorín            | 1 - 4           | Komárno    |
| 24 marzo 2021      |                 |            |
| Dubnica            | 0 - 3           | Podbrezová |
| Zemplín Michalovce | 1 - 1 (3-5 dtr) | FC Košice  |

## Quinto turno
| Squadra 1         | Risultato       | Squadra 2           |
| ----------------- | --------------- | ------------------- |
| 6 aprile 2021     |                 |                     |
| Spartak Trnava    | 0 - 1           | AS Trenčín          |
| Banská Bystrica   | 0 - 0 (5-4 dtr) | Komárno             |
| FC Košice         | 0 - 0 (4-2 dtr) | Sereď               |
| Pohronie          | 1 - 2           | Petržalka           |
| 7 aprile 2021     |                 |                     |
| ViOn Z.M.         | 3 - 1           | Skalica             |
| Ružomberok        | 1 - 3           | DAC Dunajská Streda |
| Slovan Bratislava | 1 - 0           | Liptovský Mikuláš   |
| Žilina            | 1 - 1 (6-5 dtr) | Podbrezová          |

## Quarti di finale
| Squadra 1         | Risultato | Squadra 2           |
| ----------------- | --------- | ------------------- |
| 13 aprile 2021    |           |                     |
| FC Košice         | 3 - 0     | AS Trenčín          |
| ViOn Z.M.         | 0 - 2     | Žilina              |
| 14 aprile 2021    |           |                     |
| Banská Bystrica   | 3 - 2     | DAC Dunajská Streda |
| Slovan Bratislava | 5 - 1     | Petržalka           |

## Semifinali
| Squadra 1                      | Totale | Squadra 2       | Andata | Ritorno |
| ------------------------------ | ------ | --------------- | ------ | ------- |
| 28 aprile 2021 / 4 maggio 2021 |        |                 |        |         |
| FC Košice                      | 3 - 8  | Žilina          | 2 - 4  | 1 - 4   |
| 29 aprile 2021 / 5 maggio 2021 |        |                 |        |         |
| Slovan Bratislava              | 6 - 1  | Banská Bystrica | 3 - 0  | 3 - 1   |

## Finale
| Arbitro: | Peter Kralovic |

|            |           |                        |
| Kiwior 30’ | Marcatori | 61’ Henty 105+4’ Weiss |